# František Záviška
František Záviška (18. listopadu 1879, Velké Meziříčí – 17. dubna 1945, Gifhorn) byl český teoretický fyzik, který působil na Univerzity Karlově v Praze a který byl v letech 1934–1944 předsedou Jednoty českých matematiků a fyziků a v letech 1942–1944 též hlavním tajemníkem Královské české společnosti nauk.

## Život
Mezi lety 1891 a 1895 studoval gymnázium v Třebíči, následně se přesunul do Brna, kde v roce 1898 odmaturoval. Vystudoval fyziku a matematiku na české univerzitě v Praze, kde pod vedením prof. Františka Koláčka získal v roce 1903 titul PhDr. Poté, co se v roce 1906 na téže univerzitě habilitoval z matematické fyziky (jeho habilitační práce byla z fyzikální optiky), odjel na rok pracovat k J.J. Thomsonovi do Cavendishovy laboratoře na Univerzitě v Cambridge, kde se zabýval studiem kondenzačních poměrů ve Wilsonově mlžné komoře. V roce 1914 byl jmenován mimořádným a v roce 1919 řádným profesorem teoretické fyziky na Přírodovědecké fakultě Univerzity Karlovy, kde byl ředitelem Ústavu pro teoretickou fyziku a ve školním roce 1926/1927 děkanem. Od roku 1924 byl členem České akademie věd.
Ve svých vědeckých pracích se věnoval zejména šíření elektromagnetických vln ve vodičích a dielektrikách. Byl též autorem řady vysokoškolských učebnic a vědeckých překladů, působil v redakční radě Časopisu pro pěstování matematiky a fyziky a patřil k propagátorům Einsteinovy teorie relativity.
Za 2. světové války byl 21. ledna 1944 zatčen gestapem pro podezření z odbojové činnosti. Byl vězněn nejprve v Praze a v Brně a později v koncentračních táborech Mauthausen a Osterode. Zemřel 17. dubna 1945 na následky vyčerpání při pochodu smrti z koncentračního tábora.

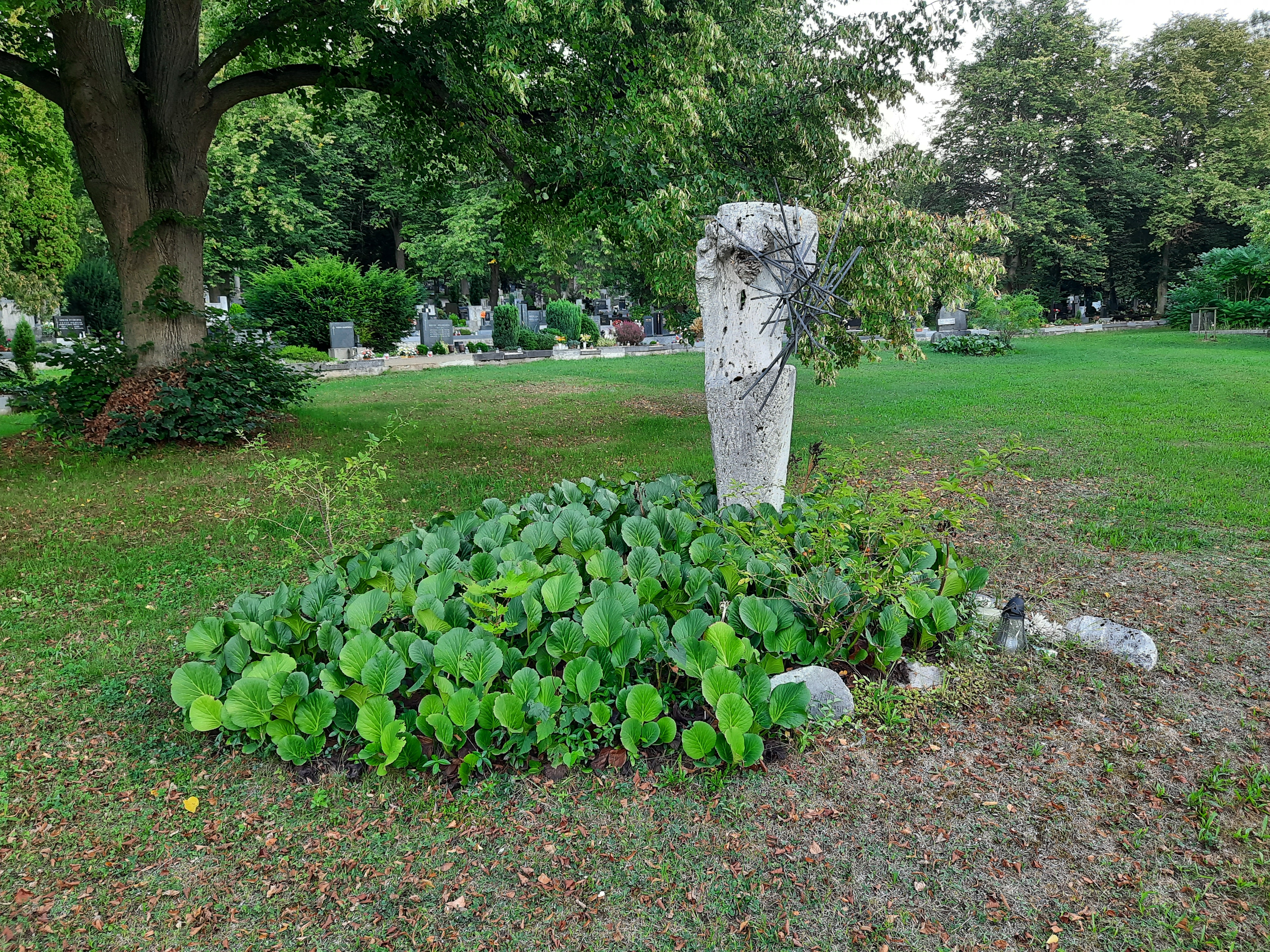
Hrob Františka Závišky na novém hřbitově ve Velkém Meziříčí

Pohřben byl na novém hřbitově v rodném Velkém Meziříčí v městské části Karlov. Jeho hrob je umístěn samostatně a náhrobek pak zdobí abstraktní plastika.

### Vědecké práce
František Záviška byl autorem řady vědeckých článků, které pojednávají o šíření elektromagnetických vln.
- Verifikace Fresnelových zákonů dvojlomu u dvouosých krystalů, publikováno v Rozpravách II. tř. České akademie, 11, č. 26, 1902 (disertační práce)
- O polarisaci hraničných čar totální reflexe, publikováno v Rozpravách II. tř. České akademie 12, č. 15, 1903, O průběhu hraničných čar totální reflexe u dvouosých krystallů, publikováno v Rozpravách II. tř. České akademie, 15, č. 25, 1906 (habilitační práce)

Další vybraná díla lze nalézt na stránkách knihovny MFF UK v Praze.

### Učebnice
- Einsteinův princip relativnosti a teorie gravitační, Praha, Jednota československých matematiků a fysiků, 1925. Dostupné online.
- Strouhalova Experimentální fysika. Díl první, Mechanika s užitím druhého vydání Strouhalovy-Kučerovy mechaniky, Praha, Jednota československých matematiků a fysiků, 1933. Dostupné online.
- Thermodynamika, Praha, Přírodovědecké nakladatelství, 1943. Dostupné online.
- Kinetická theorie plynů, Praha, Vědecké vydavatelství, 1951

## Ocenění
- Jméno profesora Závišky nese fyzikální oddělení Knihovny Matematicko-fyzikální fakulty Univerzity Karlovy, v budově Ke Karlovu 3.
- Pamětní deska Františka Závišky je umístěna v budově MFF UK Ke Karlovu 3/2027, na chodbě v podestě mezi 1. a 2. patrem.
- Záviškova ulice je ve Velkém Meziříčí.